# Förskrivningsrätt
Förskrivningsrätt är ett begrepp som innebär att en person har rätt att skriva ut medicin på recept. Rätten till förskrivning skiljer sig åt mellan länder och kan innefatta läkare, tandläkare, sjuksköterskor, psykologer och apotekare. I länder med högkostnadsskydd är det ofta krav på att receptfria mediciner ska ha förskrivits för att få ingå i högkostnadsskyddet.

## Förskrivningsrätt i olika länder

### Norden
Recept som utfärdats i ett nordiskt land är giltigt i hela Norden, dock med vissa restriktioner:
Receptet får inte var utfärdat av förskrivare utanför det land där dennes förskrivningsrätt är utfärdad. Inom Norden får läkare arbeta på sitt hemlands auktorisation, om det är ett nordiskt land, utan att skaffa auktorisation i det land man arbetar i.
Receptet får tidigare inte ha utnyttjats i annat land än i det land det utställdes i. 

### Sverige
Förskrivningsrätten följer med yrkeslegitimationen och regleras inom den avseende både receptfri och receptbelagd medicin. Om receptfria mediciner förskrivs på recept av vårdgivaren kan dessa inräknas i patientens högkostnadsskydd. 
En medicinstudent får inte förskriva medicin i sin roll som student, men har han eller hon ett läkarförordnande som under ett ferievikariat i slutet av läkarutbildningen, får studenten ordinera och skriva ut mediciner och andra dokument i den mån det krävs för att fullgöra sitt arbete.
Läkares förskrivningsrätt
Läkares förskrivningsrätt omfattar bland annat läkemedel angivna i FASS med smärre undantag (t.ex. Isotretinoin). De får även skriva ut medicin till sin praktik eller för eget bruk och behöver inte vara i tjänst när medicinen skrivs ut.
Tandläkares förskrivningsrätt
Tandläkares förskrivningsrätt omfattar stora delar av FASS, även delar som inte direkt rör munhålan. Tandläkare får dock inte skriva ut s.k. itererade recept (recept för expedition mer än en gång) om inte läkemedlet är klassat som lokalt för munhåla och angränsande vävnader. Tandläkare får förskriva opioider (exempelvis morfin), men enbart för 30 dagar i taget. De får även skriva ut medicin till sin praktik eller för eget bruk och behöver inte vara i tjänst när medicinen skrivs ut.
Veterinärs förskrivningsrätt
Veterinärs förskrivningsrätt omfattar hela FASS, med smärre undantag, samt FASS Vet. Anledningen till att veterinärer får förskriva medicin från FASS är att FASS Vet inte innehåller tillräckligt många läkemedel för att kunna behandla djurrikets alla sjukdomar. Veterinärer får förskriva till egen klinik, men inte för eget bruk.
Sjuksköterskas förskrivningsrätt
Sjuksköterskor måste ha vidareutbildat sig, till exempelvis distriktssköterska, för att få förskriva medicin. De får även skriva ut medicin till sin praktik eller för eget bruk och behöver inte vara i tjänst när medicinen skrivs ut.
Barnmorskas förskrivningsrätt
Barnmorskor får förskriva hormonella preventivmedel. Utskrivningsrätten gäller enbart i tjänsten.
Tandhygienists förskrivningsrätt
Tandhygienister får endast förskriva vissa nikotinläkemedel samt receptfria värktabletter och munsköljsmedel. Förskrivningsrätten gäller enbart när tandhygienisten är i tjänst.

### Danmark
I Danmark innefattar förskrivningsrätt läkare, tandläkare och veterinärer, samt i viss mån sjuksköterskor, tandhygienister och barnmorskor.
Läkare och tandläkare får förskriva även för personligt bruk, medan veterinärer inte får det.
Barnmorskor för förskriva vissa preventivmedel.
Tandhygienister och sjuksköterskor kan enbart rekvirera medicin (främst bedövningsmedel) till egen praktik. 

### Finland
Läkares (och läkarstudents) förskrivningsrätt
Läkares förskrivningsrätt varierar i Finland. En färdigutbildad specialistläkare får förskriva för patienter och för att inskaffa medicin till kliniken. AT-läkare får inte förskriva läkemedel till kliniken och en läkarstudent enbart till de patienter som den vårdar.
Tandläkares (och tandläkarstudents) förskrivningsrätt
Tandläkare får enbart förskriva läkemedel för odontologiskt eller odontovetenskapliga ändamål, direkt till patienter eller till sin klinik. En AT-tandläkare får inte förskriva läkemedel till klinik. En tandläkarstudent enbart till de patienter som han/hon vårdar. Tandläkare får förskriva egentliga narkotika, dock högst 10 doseringsenheter per gång och i regel CNS-verkande läkemedel högst minsta standardförpackningen. 

### Norge
I Norge innefattar förskrivningsrätt läkare, tandläkare och veterinärer, samt i viss mån medicinstudenter, sjuksköterskor och barnmorskor. Läkare och tandläkare får även skriva ut medicin till sin praktik eller för eget bruk och behöver inte vara i tjänst när medicinen skrivs ut. Veterinärer får förskriva till egen klinik, men inte för eget bruk. En norsk AT-läkare ("turnuslege") har full förskrivningsrätt på samma villkor som en legitimerad läkare. Läkarstuderande får endast föreskriva i aktiv tjänst och under ledning av en legitimerad läkare. Barnmorskor och vissa kategorier av sjuksköterskor ("helsesøstre") har förskrivningsrätt på p-piller, men dock enbart till kvinnor i åldern 16 till 19 år. 